# Loxosceles smithi
Loxosceles smithi là một loài nhện trong họ Sicariidae.
Loài này thuộc chi Loxosceles. Loxosceles smithi được miêu tả năm 1897 bởi Eugène Simon.